# Ronald Opus
Ronald Opus é o personagem central de uma lenda urbana criada originalmente com o intuito de demonstrar complicações que podem ocorrer na investigação de um assassinato. Na história, Ronald é ao mesmo tempo a vítima e o autor de um assassinato, o que leva à dúvida sobre o ocorrido ter sido realmente um crime de homicídio ou se na verdade foi um suicídio.
A história foi originalmente contada em 1987 por Don Harper Mills, então presidente da Academia Americana de Ciências Forenses, durante um discurso num jantar. Em agosto de 1994, a história começou a se espalhar na internet como se tivesse sido um caso real, até que Don Mills desmentiu tais boatos, admitindo que ele mesmo inventou a história na tentativa de "mostrar como diferentes consequências legais podem surgir a cada descoberta inesperada na investigação de um homicídio".
O caso foi recontado em outras mídias, incluindo o filme de 1999 Magnólia, escrito e dirigido por Paul Thomas Anderson, em que o protagonista se chama Sydney Barringer.

## O caso
Devido à sua popularidade, existem diversas versões do caso. Algumas delas mencionam o nome de Don Mills e datam o ocorrido em março de 1994, outras o contam como se tivesse sido noticiado pela Associated Press.
A lenda popular é contada da seguinte maneira:
Em 23 de março de 1994, um legista examinou o cadáver de Ronald Opus e concluiu que ele teria morrido de um tiro de espingarda na cabeça. Até esse ponto, a investigação havia revelado que Ronald havia pulado do topo de um prédio de dez andares para cometer suicídio. (Ele deixou uma carta de suicídio expressando seus motivos.) No entanto, enquanto ele caía, um tiro de espingarda vindo de uma janela do nono andar do prédio matou-o instantaneamente. Nem o atirador nem a vítima sabiam que uma rede de segurança havia sido colocada no oitavo andar para proteger limpadores de janela, rede esta que provavelmente impediria que Ronald concluísse seu suicídio.
Geralmente, uma pessoa que começa a agir com intenções suicidas consegue causar a própria morte no fim das contas, mesmo que o mecanismo para atingir tal objetivo possa não ser o que ela planejou. O fato de Ronald ter sido atingido por um tiro no caminho para a sua morte certa nove andares abaixo provavelmente não tornaria o suicídio um homicídio, mas como o suicídio não teria sido alcançado sob nenhuma circunstância, o legista sentiu que estava lidando com um homicídio.
Investigações posteriores levaram à descoberta de que o quarto no nono andar, de onde o tiro de espingarda se originou, era ocupado por um homem idoso e sua esposa. O idoso teria ameaçado sua mulher com uma espingarda durante uma briga. No meio de confusão e desespero, ele puxou o gatilho em direção a sua esposa, porém acabou indo para a janela e acertando Ronald no momento em que ele caía do prédio.
Quando uma pessoa tenta matar vítima A mas acerta vítima B, tal pessoa é responsável pela morte da vítima B. O idoso discordou desta conclusão, mas tanto ele como sua esposa garantiram que nenhum dos dois sabia que a espingarda estava carregada. Era hábito corriqueiro do homem ameaçar sua esposa com a espingarda descarregada. Como o homem idoso não tinha intenção de matar ninguém, a morte de Ronald aparentava, então, um acidente. Isto é, a arma teria sido carregada acidentalmente ou sem o conhecimento do casal.
No entanto, investigações posteriores trouxeram uma testemunha que viu o filho do casal carregando a espingarda aproximadamente seis semanas antes do acidente fatal. Descobriu-se também que a mãe (a esposa idosa) havia cortado a mesada do filho, que, numa atitude vingativa e sabendo da propensão do pai a ameaçar a mãe, havia carregado a espingarda. O caso agora se torna um homicídio de Ronald Opus de autoria do filho do casal.
Só que agora vem a complicação do caso. Descobriu-se então que o filho do casal não é ninguém menos que o próprio Ronald Opus. O constante desânimo pela falha em conseguir fazer com que sua mãe seja assassinada, leva-o a se jogar do décimo andar do prédio, antes de ser atingido por um tiro vindo de uma janela do nono andar.
O legista concluiu então que o caso foi um suicídio.